# Ophiomastix elegans
Ophiomastix elegans är en ormstjärneart som beskrevs av Brock 1888. Ophiomastix elegans ingår i släktet Ophiomastix och familjen Ophiocomidae. Inga underarter finns listade i Catalogue of Life.